# 厚岸郡
- 令制国一覧 > 北海道 (令制) > 釧路国 > 厚岸郡
- 日本 > 北海道 > 釧路総合振興局 > 厚岸郡

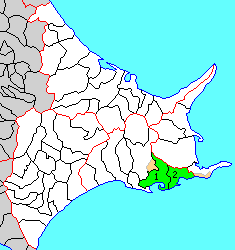
北海道厚岸郡の位置（1.厚岸町 2.浜中町 薄黄：後に他郡に編入した区域）

厚岸郡（あっけしぐん）は、北海道（釧路国）釧路総合振興局の郡。 
人口13,237人、面積1,162.24km²、人口密度11.4人/km²。（2025年6月30日、住民基本台帳人口）
以下の2町を含む。
- 厚岸町（あっけしちょう）
- 浜中町（はまなかちょう）

## 郡域
1879年（明治12年）に行政区画として発足した当時の郡域は、上記2町に川上郡標茶町の一部（チャンベツ地区）、根室市の一部（長節・昆布盛・浜松・落石東・落石西および別当賀・初田牛の各一部）を加えた区域にあたる。

## 歴史

### 郡発足までの沿革
江戸時代の厚岸郡域は、寛永年間に松前藩によってアッケシ場所が開かれていた。
江戸時代以前から明治時代初頭の交通について、陸上交通は、沿岸部沿いに渡島国の箱館から千島国方面に至る道の途上となっており、寛政11年から12年にかけて釧路 - 仙鳳趾（せんぽうし）間9里（35.3km）が開削され、文化5年には厚岸在住の士丹羽金助が箱館奉行の許可を受け蝦夷を雇って厚岸 - 仙鳳趾間約5里半（21.6km）を開削している。これら西の釧路郡から厚岸郡に至る道は、現在の道道根室浜中釧路線の前身である。厚岸以東については厚岸から厚岸郡琵琶瀬（現厚岸郡浜中町）に至る7里19町（29.6km）、琵琶瀬から根釧国境を越え根室国根室郡初田牛（現根室市）までの7里28町（30.5km）の道があり、このほか厚岸から円朱別（ノコベリベツ、現厚岸郡浜中町）までの6里18町（25.5km）、円朱別から厚岸郡姉別（アンネベツ、現浜中町）まで5里6町（20.3km）の道や、厚岸から姉別間は厚岸から厚岸湖を経て別寒辺牛（ベカンペウシ）川をさかのぼり、辺寒辺牛（現厚岸郡厚岸町）で上陸して姉別に至る経路、厚岸郡姉別から根釧国境を越え根室国根室郡西別（昭和47年以後の野付郡別海町別海地区）に至る川船6里（23.6km）余の経路もあった。海上交通は、北前船の航路が開かれ厚岸に寄航することもあった。また、厚岸郡姉別から根室国根室郡根室まで海上9里（35.3km）余の航路も存在した。
元禄14年、アッケシ場所の一部を割きキイタップ場所（現･浜中町）が開かれている（後にアッケシ場所に再統合）。寛政3年最上徳内により厚岸に厚岸神社の前身の神明宮が創立される。江戸時代後期、厚岸郡域は東蝦夷地に属していた。国防のため寛政11年厚岸郡域は天領とされた。文化元年には厚岸に蝦夷三官寺の一つとして国泰寺が建立された。文政4年に厚岸郡域は一旦松前藩領に復したものの、安政2年再び天領となり仙台藩が厚岸に出張陣屋を築き警固をおこなった。安政4年4月松浦武四郎により真龍に八幡大神を奉安した祠が建てられている。これは後の厚岸真龍神社の前身である。安政6年の6藩分領にともない仙台藩領となった。戊辰戦争（箱館戦争）終結直後の1869年、大宝律令の国郡里制を踏襲して厚岸郡が置かれた。当初は現在の根室市南西部および南部（落石・昆布盛両地区全域）も含まれていた。

### 郡発足以降の沿革
- 明治2年

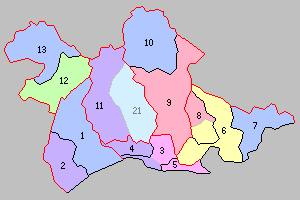
北海道一・二級町村制施行時の厚岸郡の町村（6.厚岸町 7.浜中村 8.太田村 黄：厚岸町 赤：川上郡標茶町 青：区域が発足時と同じ町村）

  - 8月15日（1869年9月20日） - 北海道で国郡里制が施行され、釧路国および厚岸郡が設置される。開拓使が管轄。
  - 8月17日（1869年9月22日） - 佐賀藩の領地となる（北海道の分領支配）。
- 明治4年8月20日（1871年10月4日） - 廃藩置県により再び全域が開拓使の管轄となる。
- 明治5年
  - 4月9日（1872年5月15日） - 全国一律に戸長・副戸長を設置（大区小区制）。
  - 10月10日（1872年11月10日） - 4月に設置された区を大区と改称し、その下に旧来の町村をいくつかまとめて小区を設置（大区小区制）。
  - 同年、苫多村、真竜村、ポント村、トコタン村、マヒロ村、リルラン村、散布村、浜中村、榊町、コンブモリ村、オツチイシ村が成立。
- 明治6年（1873年）- 湾月町が成立。
- 明治8年（1875年）- 漢字表記の無かった村に新たに漢字をあて奔渡村、床潭村、末広村、璃瑠蘭村、昆布盛村、落石村とする。
- 明治9年（1876年）9月 - 従来開拓使において随意定めた大小区画を廃し、新たに全道を30の大区に分ち、大区の下に166の小区を設けた。これに伴い厚岸村、帆似恋村、辺土江村が成立。
  - 同年、別寒辺牛村が新たに成立し、浜中村から琵琶瀬村と後静村が分離して成立。

- 第24大区
  - 3小区 ： 湾月町、榊町、苫多村、真竜村、奔渡村、床潭村、末広村、散布村、璃瑠蘭村、浜中村、昆布盛村、厚岸村、別寒辺牛村、帆似恋村、辺土江村、小原内村、琵琶瀬村、後静村、落石村

- 明治12年（1879年）7月23日 - 郡区町村編制法の北海道での施行により、行政区画としての厚岸郡が発足。
- 明治13年（1880年）7月 - 厚岸郡外六郡役所（厚岸釧路白糠阿寒足寄川上網尻郡役所）の管轄となる。
- 明治14年（1881年）
  - 7月8日 - 厚岸郡外五郡役所（厚岸釧路白糠阿寒足寄川上郡役所）の管轄となる。
  - 落石村・昆布盛村の所属する国郡が根室国花咲郡に変更。
- 明治15年（1882年）2月8日 - 廃使置県により根室県の管轄となる。
  - 同年、町域拡張に伴い湾月町の隣接地に松葉町、若竹町、梅香町が成立。
- 明治17年（1884年）- 厚岸村が奔渡村に編入。帆似恋村が松葉町、梅香町、若竹町の各町域に3分割。辺土江村が松葉町、梅香町、若竹町、湾月町の各町域に4分割。小原内村が松葉町、若竹町、奔渡村の各町村域に3分割。
- 明治18年（1885年）5月 - 厚岸郡役所の管轄となる。
  - 同年、浜中村から霧多布村が分離して成立。
- 明治19年（1886年）
  - 1月26日 - 廃県置庁により北海道庁根室支庁の管轄となる。
  - 2月 - 根室支庁が廃止。
- 明治24年（1891年）3月 - 釧路郡外十二郡役所（釧路阿寒白糠足寄広尾当縁十勝中川河西河東上川厚岸川上郡役所）の管轄となる。
- 明治30年（1897年）
  - 7月 - 釧路郡外五郡役所（釧路阿寒白糠足寄川上厚岸郡）の管轄となる。
  - 11月5日 - 郡役所が廃止され、釧路支庁の管轄となる。
- 明治33年（1900年）7月1日 - 北海道一級町村制の施行により、湾月町、松葉町、梅香町、若竹町、奔渡村、真竜村、苫多村、床潭村、末広村、璃瑠蘭村、別寒辺牛村の区域をもって厚岸町が発足。（1町）
- 明治39年（1906年）4月1日 - 北海道二級町村制の施行により、浜中村、後静村、琵琶瀬村、散布村、霧多布村、榊町の区域をもって浜中村が発足。（1町1村）
- 大正8年（1919年）4月1日 - 浜中村が北海道一級町村制を施行。（1町1村）
- 大正12年（1923年）4月1日 - 北海道二級町村制施行により、太田村（二級村、単独村制）が発足。（1町2村）
- 昭和18年（1943年）6月1日 - 北海道一・二級町村制が廃止され、北海道で町村制を施行。二級町村は指定町村となる。
- 昭和21年（1946年）10月5日 - 指定町村を廃止。
- 昭和22年（1947年）5月3日 - 地方自治法の施行により北海道釧路国支庁の管轄となる。
- 昭和30年（1955年）4月1日 - 太田村の一部（チャンベツ地区）が川上郡標茶町、残部が厚岸町に編入。（1町1村）
- 昭和32年（1957年）4月1日 - 釧路国支庁が釧路支庁に改称。
- 昭和38年（1963年）8月1日 - 浜中村が町制施行して浜中町となる。（2町）
- 平成22年（2010年）4月1日 - 釧路支庁が廃止され、釧路総合振興局の管轄となる。